# Eu e Ela
Eu e Ela, também chamado Eu e Ela - Um Verdadeiro Dilema, é uma peça teatral brasileira, escrita por Clodovil Hernandes, sob direção de Elias Andreato e coreografia de Paulo Goulart Filho. Tendo Clodovil como ator no papel principal, estreou no Teatro Brigadeiro, em São Paulo, no dia 25 de janeiro de 2006, mesma data de aniversário da cidade. O espetáculo contou com apoio da Lukscolor Tintas.

## Trama
A peça aborda, nas palavras de Clodovil, a briga entre seu "eu feminino" com seu "eu masculino", além de tratar da "vida sexual de sua psicologia pessoal".
Responsável pelo texto, cenografia e figurino, Clodovil revelou que os motivos que o levaram a escrevê-la foi "para matar a saudade do público", após ter sido demitido da RedeTV! em janeiro de 2005 e ter se operado de um câncer de próstata, tendo sido seu primeiro trabalho no teatro desde Sabe Quem Dançou? (1990).
Na peça, Clodovil apareceu usando meia-calça e salto altos, contrapondo com paletó. Além disso, Clodovil cantou seis canções de músicos renomados, dentre as quais: Gracias a la Vida, de Violeta Parra, Ne me quitte pas, de Jacques Brel; La Vie en rose, de Édith Piaf; e Tatuagem, de Chico Buarque.

## Elenco
- Clodovil, como ele mesmo;
- Priscila Menucci, como anjo;
- Osvaldo Romano[3];